# Alessandro Florenzi
Alessandro Florenzi (phát âm tiếng Ý: [alesˈsandro floˈrɛntsi]; sinh ngày 11 tháng 3 năm 1991) là một cầu thủ bóng đá người Ý hiện đang chơi cho câu lạc bộ AC Milan tại Serie A theo dạng cho mượn từ Roma và Đội tuyển bóng đá quốc gia Ý.

## Sự nghiệp câu lạc bộ
Florenzi là một sản phẩm của lò đào tạo trẻ Roma, anh có trận đấu đầu tiên ở Serie A là trận thắng 3–1 trước Sampdoria vào ngày 22 tháng 5 năm 2011, vào sân từ ghế dự bị thay cho Francesco Totti. Mùa hè năm 2011, anh được cho mượn tới câu lạc bộ đang chơi ở Serie B Crotone. Anh có trận đấu đầu tiên vào ngày 27 tháng 8, ghi một bàn trong trận thua 2–1 trên sân nhà với Livorno. Ngày 22 tháng 6 nâm 2012 Crotone mượn Florenzi nửa mùa giải sau và phải trả 250,000 €. Tuy nhiên vào ngày 6 tháng 6 Roma đã mua lại anh với giá 1,250,000 €.
Trở lại Roma, Florenzi ghi bàn đầu tiên của anh cho những con sói trong trận thắng 3–1 trước Inter Milan vào ngày 2 tháng 9 năm 2012. Anh tiếp tục ghi bàn trong trận thua 2-3 trước Bologna. Ngày 27 tháng 1 năm 2013, anh ghi bàn trong trận hòa 3-3 trước Bologna.
Mùa giải 2013-14, dưới quyền huấn luyện viên Rudi Garcia, anh được bố trí chơi tiền vệ cánh phải, ghi bàn vào lưới Livorno và Parma. Ngày 6 tháng 10, anh ghi bàn bằng một cú sút chéo góc tuyệt đẹp giúp Roma thắng Inter Milan 3-0 và tiếp tục chuỗi 6 trận thắng liên tiếp kể từ đầu mùa giải.

## Sự nghiệp đội tuyển quốc gia
Vào ngày 6 tháng 9 năm 2011, Florenzi có trận đấu đầu tiên cho U-21 Ý, trong trận thắng 3–0 trước U-21 Hungary trong khuôn khổ vòng loại giải giải vô địch U-21 thế giới. Ngày 6 tháng 10 anh ghi bàn đầu tiên cho đội tuyển U-21 Ý, Trong trận thắng 7–2 trước Liechtenstein. Ngày 14 tháng 11 năm 2012, Florenzi có trận đấu đầu tiên cho đội quân thiên thanh trong trận giao hữu với Pháp, kết quả Ý thua 1-2.
Năm 2020, anh cùng đội quân thiên thanh giành chức vô địch Euro lần thứ hai sau khi vượt qua đội tuyển Anh ở trận chung kết.

## Thống kê sự nghiệp

### Câu lạc bộ
Tính đến 25 tháng 5 năm 2024
| Câu lạc bộ                 | Mùa giải            | Giải đấu            | Giải đấu | Giải đấu | Cúp quốc gia | Cúp quốc gia | Châu lục | Châu lục | Khác | Khác | Tổng cộng | Tổng cộng |
| Câu lạc bộ                 | Mùa giải            | Hạng đấu            | Trận     | Bàn      | Trận         | Bàn          | Trận     | Bàn      | Trận | Bàn  | Trận      | Bàn       |
| -------------------------- | ------------------- | ------------------- | -------- | -------- | ------------ | ------------ | -------- | -------- | ---- | ---- | --------- | --------- |
| Roma                       | 2010–11             | Serie A             | 1        | 0        | 0            | 0            | 0        | 0        | 0    | 0    | 1         | 0         |
| Roma                       | 2012–13             | Serie A             | 36       | 3        | 3            | 1            | —        | —        | —    | —    | 39        | 4         |
| Roma                       | 2013–14             | Serie A             | 38       | 6        | 4            | 0            | —        | —        | —    | —    | 42        | 6         |
| Roma                       | 2014–15             | Serie A             | 35       | 5        | 1            | 0            | 9        | 0        | —    | —    | 45        | 5         |
| Roma                       | 2015–16             | Serie A             | 33       | 7        | 1            | 0            | 8        | 1        | —    | —    | 42        | 8         |
| Roma                       | 2016–17             | Serie A             | 9        | 0        | 0            | 0            | 4        | 1        | —    | —    | 13        | 1         |
| Roma                       | 2017–18             | Serie A             | 32       | 1        | 0            | 0            | 10       | 0        | —    | —    | 42        | 1         |
| Roma                       | 2018–19             | Serie A             | 29       | 3        | 1            | 0            | 8        | 0        | —    | —    | 38        | 3         |
| Roma                       | 2019–20             | Serie A             | 14       | 0        | 2            | 0            | 2        | 0        | —    | —    | 18        | 0         |
| Roma                       | Tổng cộng           | Tổng cộng           | 227      | 25       | 12           | 1            | 36       | 2        | 0    | 0    | 280       | 28        |
| Crotone (mượn)             | 2011–12             | Serie B             | 35       | 11       | 2            | 0            | —        | —        | —    | —    | 37        | 11        |
| Valencia (mượn)            | 2019–20             | La Liga             | 12       | 0        | 1            | 0            | 1        | 0        | —    | —    | 14        | 0         |
| Paris Saint-Germain (mượn) | 2020–21             | Ligue 1             | 21       | 2        | 4            | 0            | 10       | 0        | 1    | 0    | 36        | 2         |
| AC Milan (mượn)            | 2021–22             | Serie A             | 24       | 2        | 2            | 0            | 4        | 0        | —    | —    | 30        | 2         |
| AC Milan                   | 2022–23             | Serie A             | 6        | 0        | 0            | 0            | 0        | 0        | 0    | 0    | 6         | 0         |
| AC Milan                   | 2023–24             | Serie A             | 31       | 1        | 1            | 0            | 8        | 0        | —    | —    | 40        | 1         |
| AC Milan                   | Tổng cộng           | Tổng cộng           | 61       | 3        | 3            | 0            | 12       | 0        | 0    | 0    | 76        | 3         |
| Tổng cộng sự nghiệp        | Tổng cộng sự nghiệp | Tổng cộng sự nghiệp | 356      | 41       | 22           | 1            | 59       | 2        | 1    | 0    | 443       | 44        |

1. ↑  Bao gồm Coppa Italia, Copa del Rey, Coupe de France
2. ↑  Sáu lần ra sân tại UEFA Champions League, ba lần ra sân tại UEFA Europa League
3. 1 2 3 4 5 6  Số lần ra sân tại UEFA Champions League
4. ↑  Một lần ra sân tại UEFA Champions League, ba lần ra sân và một bàn thắng tại UEFA Europa League
5. ↑  Số lần ra sân tại UEFA Europa League
6. ↑  Ra sân tại Trophée des Champions
7. ↑  Bốn lần ra sân tại UEFA Champions League, bốn lần ra sân tại UEFA Europa League

### Đội tuyển quốc gia
Tính đến 11 tháng 6 năm 2022 
| Đội tuyển quốc gia | Năm       | Trận | Bàn |
| ------------------ | --------- | ---- | --- |
| Ý                  | 2012      | 1    | 0   |
| Ý                  | 2013      | 3    | 1   |
| Ý                  | 2014      | 3    | 0   |
| Ý                  | 2015      | 6    | 1   |
| Ý                  | 2016      | 11   | 0   |
| Ý                  | 2017      | 1    | 0   |
| Ý                  | 2018      | 6    | 0   |
| Ý                  | 2019      | 4    | 0   |
| Ý                  | 2020      | 5    | 0   |
| Ý                  | 2021      | 6    | 0   |
| Ý                  | 2022      | 3    | 0   |
| Tổng cộng          | Tổng cộng | 49   | 2   |

### Bàn thắng quốc tế
| #  | Ngày                 | Địa điểm                          | Đối thủ | Bàn thắng | Kết quả | Giải đấu                 |
| -- | -------------------- | --------------------------------- | ------- | --------- | ------- | ------------------------ |
| 1. | 15 tháng 10 năm 2013 | Sân vận động San Paolo, Napoli, Ý | Armenia | 1–1       | 2–2     | Vòng loại World Cup 2014 |
| 2. | 13 tháng 10 năm 2015 | Sân vận động Olimpico, Roma, Ý    | Na Uy   | 1–1       | 2–1     | Vòng loại Euro 2016      |

## Danh hiệu
Paris Saint-Germain
- Coupe de France: 2020–21[7]
- Trophée des Champions: 2020[8]

AC Milan
- Serie A: 2021–22[9]
- Supercoppa Italiana: 2024

U-21 Ý
- UEFA European Under-21 Championship á quân: 2013[5]

Ý
- UEFA European Championship: 2020[10]

Cá nhân
- Pallone d'Argento: 2015–16[11]
- Serie A Fair Play Moment of the Season: 2023–24[12]